# Kingdom Come (comics)
Pour les articles homonymes, voir Kingdom Come.
Kingdom Come est une mini-série de quatre épisodes, publiée de mai à août 1996 sous le label Elseworlds de DC Comics. Le comic book a été scénarisé par Mark Waid tandis que les illustrations ont été réalisées par Alex Ross qui les a peintes à la gouache. Ross a également développé le concept de l'idée originale. Cette histoire Elseworlds est un conte qui se déroule dans un futur qui traite d'un conflit croissant entre les super-héros « traditionnels » visiblement déconnectés et une population croissante de nouveaux justiciers largement amoraux et dangereusement irresponsables, et dont nombre d'entre eux sont les descendants des héros traditionnels. Entre ces deux groupes se trouve Batman et son équipe, qui tentent de contenir l'escalade du désastre, de déjouer les machinations de Lex Luthor et d'empêcher une guerre surhumaine de mettre fin au monde.

## Développement
Quand l'artiste Alex Ross travaillait sur Marvels, publié en 1994, il décide de créer un « grand opus » similaire sur les personnages de DC Comics. Ross écrit un aperçu manuscrit de 40 pages de ce qui allait devenir Kingdom Come et présente l'idée à James Robinson comme un projet de même envergure que Watchmen (1986–1987) et le « travail perdu » d'Alan Moore : Twilight of the Superheroes. En fin de compte, Ross fait équipe avec l'écrivain Mark Waid, qui a été recommandé par les éditeurs de DC en raison de sa forte connaissance de l'histoire des super-héros de DC.
Le titre est une référence à la prière chrétienne du Notre Père : Thy kingdom come, en français « que ton règne vienne ».

## Synopsis
Dans ce récit Elseworlds, Superman et la Justice League ont abandonné leurs rôles de super-héros après la montée en puissance et le fort soutien du public auprès d'un super-héros nommé Magog. Celui-ci n'a aucun scrupule à tuer - notamment le Joker qui était en route pour son procès à la suite du massacre du personnel du Daily Planet. Parmi les victimes se trouvait Lois Lane.
Dans les années qui suivent, une nouvelle génération de métahumains surpuissants surgit. Ils s'engagent les uns contre les autres dans des batailles destructrices, où la différence entre « héros » et « vilains » est indistincte. Le narrateur, un pasteur nommé Norman McCay, reçoit des visions apocalyptiques de l'avenir d'un Wesley Dodds mourant. Le Spectre apparaît à McCay et le recrute pour l'aider à porter un jugement sur l'apocalypse surhumaine imminente.
Une attaque contre le Parasite, menée par Magog, tourne mal quand le Parasite déchire le Captain Atom. En conséquence, une grande partie du Midwest américain est irradiée, tuant des millions de personnes et détruisant une grande partie de la production alimentaire des États-Unis. Poussé et encouragé par Wonder Woman, Superman revient à Metropolis et reforme la Justice League.
Il recrute de nouveaux héros en plus des anciens. L'exception la plus importante est Batman, qui en veut à Superman d'avoir quitté le monde il y a 10 ans. Batman avertit Superman que ses notions idéalistes sont dépassées et que son interférence ne fera qu'exacerber les problèmes du monde, insistant sur le fait que la stratégie est nécessaire, et non la force. En réponse à la Justice League de Superman, Batman active son réseau d'agents, les « Outsiders », composé en grande partie de jeunes héros de deuxième et troisième génération, tandis que des vétérans de confiance, tels que Green Arrow et Blue Beetle, sont choisis comme lieutenants. Lex Luthor organise de son côté le « Front de libération de l'humanité » (Mankind Liberation Front). Le MLF est secrètement un groupe de vilains de l'âge d'or, incluant Catwoman, le Sphinx et Vandal Savage, ainsi que des vilains de la troisième génération comme le successeur de Ra's al Ghul, Ibn al Xu'ffasch qui est le fils de Bruce Wayne et de Talia al Ghul. Le MLF s'efforce de prendre le contrôle du monde aux héros...

## Personnages principaux
De nombreux personnages font leur apparition dans la mini-série. Ainsi, de nombreux membres de la Justice League reformée sont soit d'anciens personnages sous de nouvelles formes, soit des nouveaux reprenant d'anciens noms. Mais le récit est suivi avant tout grâce à deux protagonistes :
- Norman McCay : Un pasteur âgé qui sert de narrateur. Après la mort de Wesley Dodds, Norman hérite involontairement des pouvoirs précognitifs de son défunt ami et est chargé par le Spectre de décider de qui portera la culpabilité de l'apocalypse à venir. Norman a été conçu par Alex Ross en hommage à son propre père, le Révérend Clark Norman Ross[1], qui a également posé pour son fils.

- Le Spectre : L'Agent de la Colère de Dieu emmène Norman à travers les événements d'un futur possible pour déterminer qui est responsable d'un événement apocalyptique imminent. Cependant, ses « facultés ne sont plus ce qu’elles étaient » et il a besoin d'une perspective humaine pour juger correctement les événements. Norman réussit à le convaincre d'essayer de voir ces événements à travers la perspective humaine de son guide et les deux deviennent ensuite des amis proches.

## Accueil

### Ventes
Lors de sa sortie, Kingdom Come est la meilleure vente de DC Comics malgré son prix. En effet, édité au format Prestige, chaque numéro est vendu à 4,95 $ alors que le prix d'un comic DC de l'époque est en général de 1,95 $ ou 2,50 $. La mini-série est également la deuxième meilleure vente, tout comics confondus, à chaque mois de sortie,,,.

### Prix et récompenses
- 1997 : Prix Eisner de la meilleure mini-série[10] ;
- 1997 : Prix nationaux de bande dessinée (en) (Royaume Uni) : Meilleure Histoire (« Best Individual Story ») et Meilleure Couverture (« Best Cover ») par Alex Ross pour Kingdom Come no 1[11].
- 1998 : Prix Micheluzzi de la meilleure série ou minisérie (USA)[12].

## Publications françaises
La série a été publiée en 1997 par Semic en kiosques dans deux numéros de la revue Spécial DC, puis reprise en librairie en 2000, toujours en deux tomes, avec des pages supplémentaires (Superman sur New Genesis et Apokolips conclue par un épilogue se déroulant un an après les évènements à Planet Krypton) et enfin, en 2004, dans une intégrale (grand format gratifié des croquis d'Alex Ross),.
En 2012, Urban Comics, le détenteur des droits de DC Comics en France, publie le récit dans une édition intégrale, comprenant les quatre chapitres originaux, l'épilogue et plus de quatre-vingt-dix pages de bonus. Paru dans la collection DC Essentiels, elle correspond à l'édition Absolute Kingdom Come américaine. L'éditeur ressort l’œuvre en 2019 dans sa collection DC Black Label,.
En 2017, Eaglemoss sort le récit dans sa collection « DC Comics - Le Meilleur des Super-Héros ».

## Continuité

### The Kingdom
À la suite du succès de la mini-série, Mark Waid et Alex Ross commencent à travailler sur un nouveau projet lié à Kingdom Come. À la suite de désaccords sur plusieurs concepts, Ross quitte le projet.
Sans l'implication de Ross, Waid continue l'histoire dans le one shot : New Year's Evil: Gog. La mini-série The Kingdom suit en décembre 1998 (date de couverture : février 1999), avec des illustrations réalisées par Ariel Olivetti et Mike Zeck,. Composée de deux numéros, elle est complétée par plusieurs one shots ciblant des personnages spécifiques. La série a été utilisée pour présenter le concept d'Hypertime de Grant Morrison.
Résumé : Le fils de Superman et Wonder Woman est enlevé dès sa naissance par un dénommé Gog, surhomme créé par la Quintessence, qui remonte le fleuve du temps pour tuer une version de Superman. Gog emportera l'enfant, malgré la protection rapprochée de la Justice League, hors du continuum pour en faire son Magog. Batman, Wonder Woman et Superman, aidés par « Rip Hunter », partent à son secours à travers le temps.

### Thy Kingdom Come
Le dernier numéro de 52 révèle que Terre-22 est le nom de l'univers parallèle de Kingdom Come.
Dans la série Justice Society of America (vol. 3), un nouveau Starman apparait portant un costume identique à celui du Starman de la série Kingdom Come. Il est bientôt révélé que cet individu est en effet le Starman de Kingdom Come, et qu'il est aussi Thom Kallor, originaire de la planète Xanthu et membre de la Légion des super-héros aux 30e et 31e siècles. En raison d'une erreur de voyage dans le temps, Starman voyage en Terre-22 avant d'arriver sur la Nouvelle-Terre (New Earth) au 21e siècle.
L'arc narratif « Thy Kingdom Come » (2007-2008) du titre Justice Society of America présente non seulement le travail d'Alex Ross, mais aussi l'apparition du Superman de Kingdom Come. Voyant le lien entre Gog de New Earth et Magog de Terre-22, Superman 22 et la JSA cherchent à empêcher New Earth de subir le même sort que son propre monde en arrêtant Gog dans sa croisade pour débarrasser le monde des faux dieux, et avant qu'il ne puisse se choisir un successeur en Magog. Alex Ross déclare que cette histoire n'est pas conçue comme une suite de Kingdom Come, car cela irait à l’encontre du but de l’histoire originale.

## Produits dérivés
La novélisation de la série est écrite par Elliot S. Maggin et publiée par Warner Aspect en 1998. Elle étoffe des personnages tels que Magog, les leaders mondiaux et la connexion Batman / Ib'n al Xu'ffasch. Le roman contient quatre nouvelles pages couleur de Ross, ainsi que quatre dessins noir et blanc de chacun des personnages clés.
Hachette Audio a sorti une version audio du récit, adaptée de la novélisation. Aux côtés des professionnels prêtant leurs voix, des artistes de l'industrie du comics ont également fait une petite apparition : Dennis O'Neil, Mark Waid, Mike Carlin, Peter Tomasi... La musique est composée par John Bauers.

## Dans les autres médias

### Arrowverse
En juillet 2019, il est révélé que Brandon Routh reprendrait son rôle de Clark Kent / Superman du film Superman Returns de 2006 lors du crossover Crisis on Infinite Earths du Arrowverse en 2019-2020. Lors de la San Diego Comic Con, il est annoncé que cette version de Superman s'inspirerait de Kingdom Come. Il porte un costume similaire et travaille au Daily Planet qui aurait été attaqué par le Joker. Sa Terre est nommée Terre-96, une référence à l'année de sortie du comic. En outre, Kevin Conroy joue une version de Bruce Wayne de Terre-99 qui incorpore aussi des éléments de la version de Kingdom Come, comme le port d'un exo-costume.